# Europejskie Igrzyska Halowe w Lekkoatletyce 1966 – pchnięcie kulą mężczyzn
Pchnięcie kulą mężczyzn – jedna z konkurencji technicznych rozgrywanych podczas lekkoatletycznych europejskich igrzysk halowych w hali Westfalenhalle w Dortmundzie. Kwalifikacje i finał (jak zresztą całe igrzyska) zostały rozegrane 27 marca 1966. Zwyciężył reprezentant Węgier Vilmos Varjú.

## Rezultaty

### Kwalifikacje
W kwalifikacjach wzięło udział 14 miotaczy.
Opracowano na podstawie materiału źródłowego.
| Poz. | Zawodnik             | Reprezentacja  | #1    | #2    | #3    | Rezultat | Uwagi |
| ---- | -------------------- | -------------- | ----- | ----- | ----- | -------- | ----- |
| 1.   | Vilmos Varjú         | Węgry          | 18,17 | –     | –     | 18,17    | Q     |
| 2.   | Dieter Hoffmann      | NRD            | 17,34 | 17,81 | –     | 17,81    | Q     |
| 3.   | Jaroslav Šmíd        | Czechosłowacja | x     | 17,66 | x     | 17,66    | Q     |
| 4.   | Jiří Skobla          | Czechosłowacja | 16,96 | 16,70 | 17,37 | 17,37    | Q     |
| 5.   | Bengt Christiansson  | Szwecja        | 17,09 | 16,80 | 17,34 | 17,34    | Q     |
| 6.   | Tomislav Šuker       | Jugosławia     | 15,93 | 16,90 | 16,38 | 16,90    | Q     |
| 7.   | Bjørn Bang Andersen  | Norwegia       | x     | 16,02 | 16,72 | 16,72    |       |
| 8.   | Pierre Colnard       | Francja        | 16,62 | 16,26 | 16,08 | 16,62    |       |
| 9.   | Heinfried Birlenbach | RFN            | x     | 16,37 | 16,55 | 16,55    |       |
| 10.  | Pero Barišić         | Jugosławia     | 16,44 | x     | 15,95 | 16,44    |       |
| 11.  | Lukas Luka           | Grecja         | 16,23 | 15,76 | 15,81 | 16,23    |       |
| 12.  | Alberto Díaz         | Hiszpania      | 15,58 | 15,53 | 15,59 | 15,59    |       |
| 13.  | Roland Borrey        | Belgia         | x     | 15,27 | 15,23 | 15,27    |       |
| 14.  | Edy Hubacher         | Szwajcaria     | 14,61 | 15,20 | 15,15 | 15,20    |       |

### Finał
Opracowano na podstawie materiału źródłowego.
| Poz. | Zawodnik            | Reprezentacja  | Próby | Próby | Próby | Próby | Próby | Próby | Wynik |
| Poz. | Zawodnik            | Reprezentacja  | 1     | 2     | 3     | 4     | 5     | 6     | Wynik |
| ---- | ------------------- | -------------- | ----- | ----- | ----- | ----- | ----- | ----- | ----- |
| 01 ! | Vilmos Varjú        | Węgry          | 18,43 | 18,72 | x     | 19,05 | 18,75 | 18,68 | 19,05 |
| 02 ! | Dieter Hoffmann     | NRD            | 18,14 | x     | x     | x     | 18,25 | x     | 18,25 |
| 03 ! | Jiří Skobla         | Czechosłowacja | 17,36 | 18,08 | x     | x     | x     | x     | 18,08 |
| 4.   | Tomislav Šuker      | Jugosławia     | 16,86 | 17,40 | 17,46 | 17,21 | 17,72 | 17,88 | 17,88 |
| 5.   | Jaroslav Šmíd       | Czechosłowacja | 16,66 | 17,32 | x     | x     | 17,71 | 16,92 | 17,71 |
| 6.   | Bengt Christiansson | Szwecja        | x     | 17,17 | 17,23 | 17,09 | x     | x     | 17,23 |